# 고타케무카이하라역
고타케무카이하라역(일본어: 小竹向原駅、こたけむかいはらえき)(영어: Kotake-mukaihara Station)은 일본 도쿄도 네리마구에 있는 철도역이다.

## 개요
역 이름은 역 주변에 있는 동네인 네리마 구 고타케초(小竹町)와 이타바시구 무카이하라(向原)에서 유래하였다.
세이부 철도 구간으로 가는 열차는 이 철도역에서 승무원을 교대한다. 즉, 유라쿠초선 신키바역이나 후쿠토신선 시부야역에서 출발하는 열차가 세이부 철도 구간으로 직결 운행 하는 경우, 이 역까지는 도쿄메트로 소속 승무원이 운행을 하며, 이 역에서 세이부 철도 승무원과 교대한다. 그 이후부터 마지막역까지는 세이부 철도 소속 승무원이 운행을 하게 된다.

## 타는 곳
| ↑ 히카와다이, 신사쿠라다이 |
| \| 43\| 21 \|              |
| 센카와 ↓                   |

- 1번 타는 곳은 와코시에서 오는 열차, 2번 타는 곳은 세이부 유라쿠초 선에서 오는 열차가 진입.

| 1・2 | ○ 유라쿠초 선               | 이케부쿠로・나가타초・신키바 방면     |
| 1・2 | ○ 후쿠토신 선               | 이케부쿠로・히가시신주쿠・시부야 방면 |
| 3    | ■ 세이부 유라쿠초 선        | 네리마・도코로자와・한노 방면         |
| 3    | ○ 유라쿠초 선 ○ 후쿠토신 선 | 와코시・가와고에 시・신린코엔 방면    |
| 4    | ○ 유라쿠초 선 ○ 후쿠토신 선 | 와코시・가와고에 시・신린코엔 방면    |

## 역세권 정보
- 도쿄 도도 제318호선
- 도쿄 도도 제441호선

## 역사
- 1983년 6월 24일: 영업 개시.
- 1983년 10월 1일: 세이부 철도 직결운행 개시.
- 1994년 12월 7일: 유라쿠초 신선 개통.
- 2008년 6월 14일: 후쿠토신 선 개통. 유라쿠초 신선을 후쿠토신 선에 합침.

## 사진

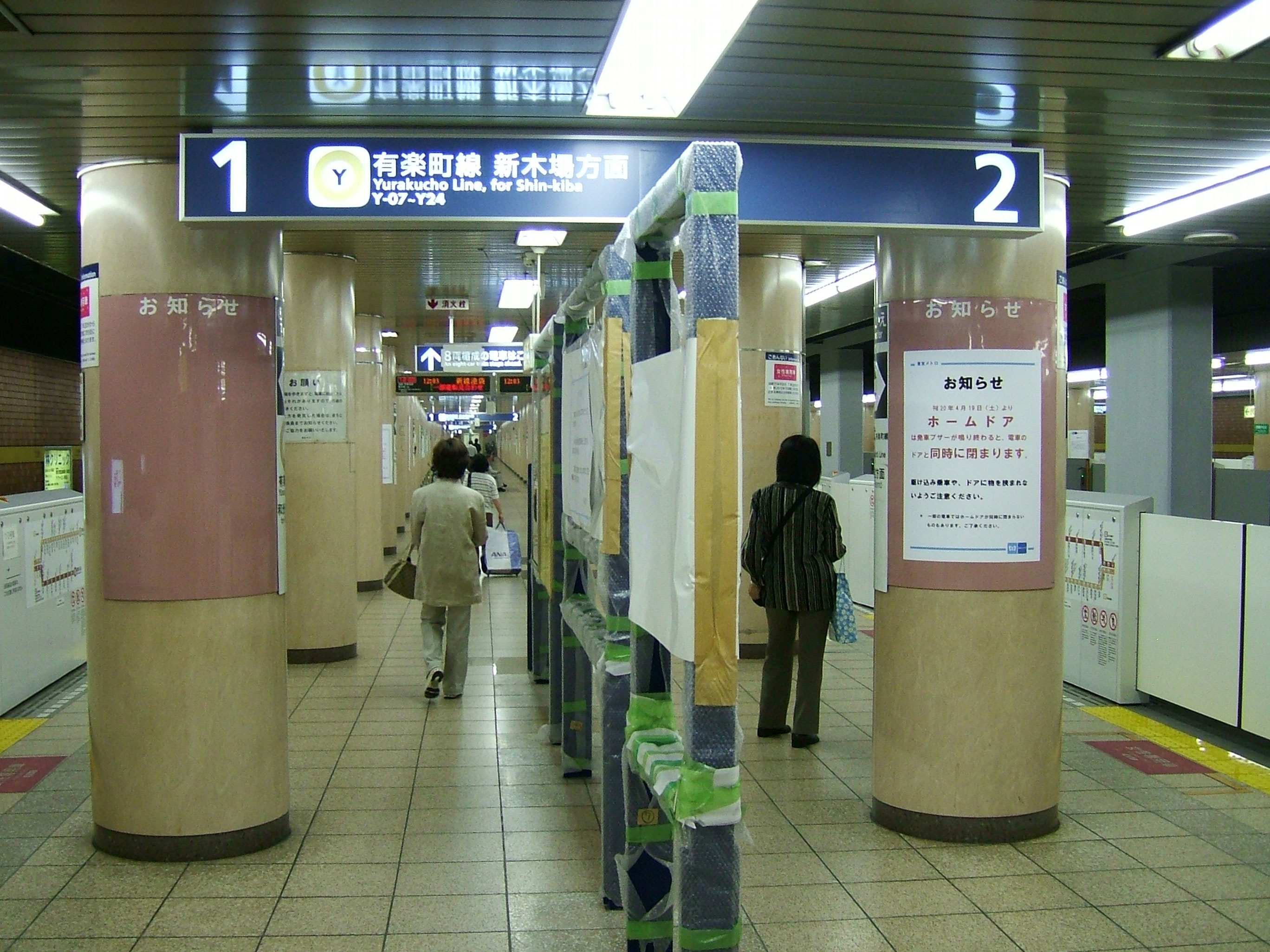
이케부쿠로·신키바·시부야 방면 승강장 모습
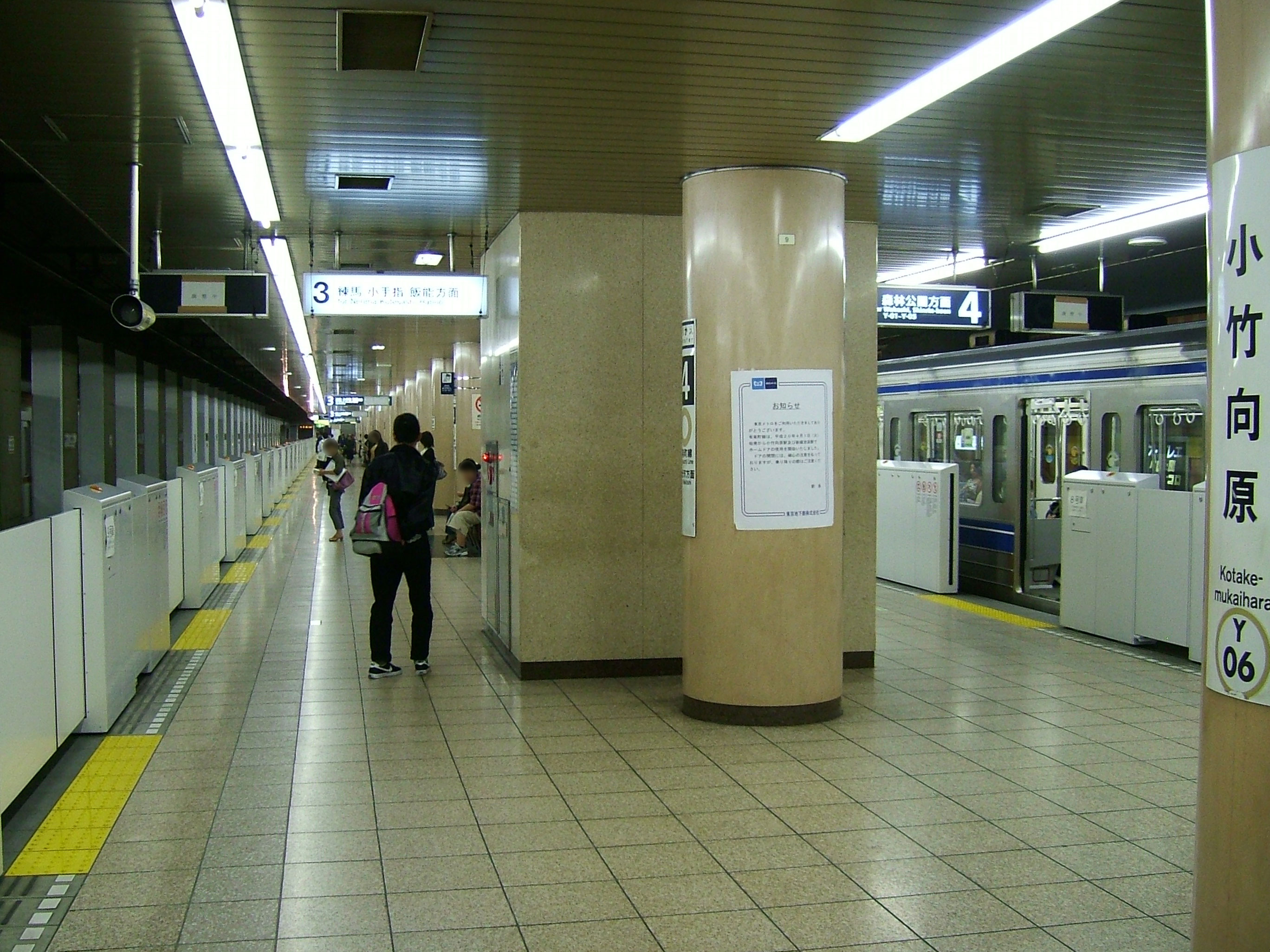
와코 시·네리마·가와고에 시 방면 승강장 모습

## 인접역
| 도쿄 메트로 8호선 · 13호선     | 도쿄 메트로 8호선 · 13호선                 | 도쿄 메트로 8호선 · 13호선                 |
| ------------------------------ | ------------------------------------------ | ------------------------------------------ |
| Y05 F05 히카와다이 와코시 방면 | 유라쿠초 선 후쿠토신 선 보통               | Y07 F07 센카와 신키바 방면 시부야 방면     |
| Y01 F01 와코시 방면            | 유라쿠초 선 후쿠토신 선 급행               | Y09 F09 이케부쿠로 신키바 방면 시부야 방면 |
| Y05 F05 히카와다이 와코시 방면 | 유라쿠초 선 후쿠토신 선 통근급행           | Y09 F09 이케부쿠로 신키바 방면 시부야 방면 |
| 세이부 철도 세이부 유라쿠초 선 |                                            |                                            |
| 신사쿠라다이 네리마 방면       | 세이부 유라쿠초 선 유라쿠초 선 후쿠토신 선 | Y07 F07 센카와 신키바 방면 시부야 방면     |